# Hematogen

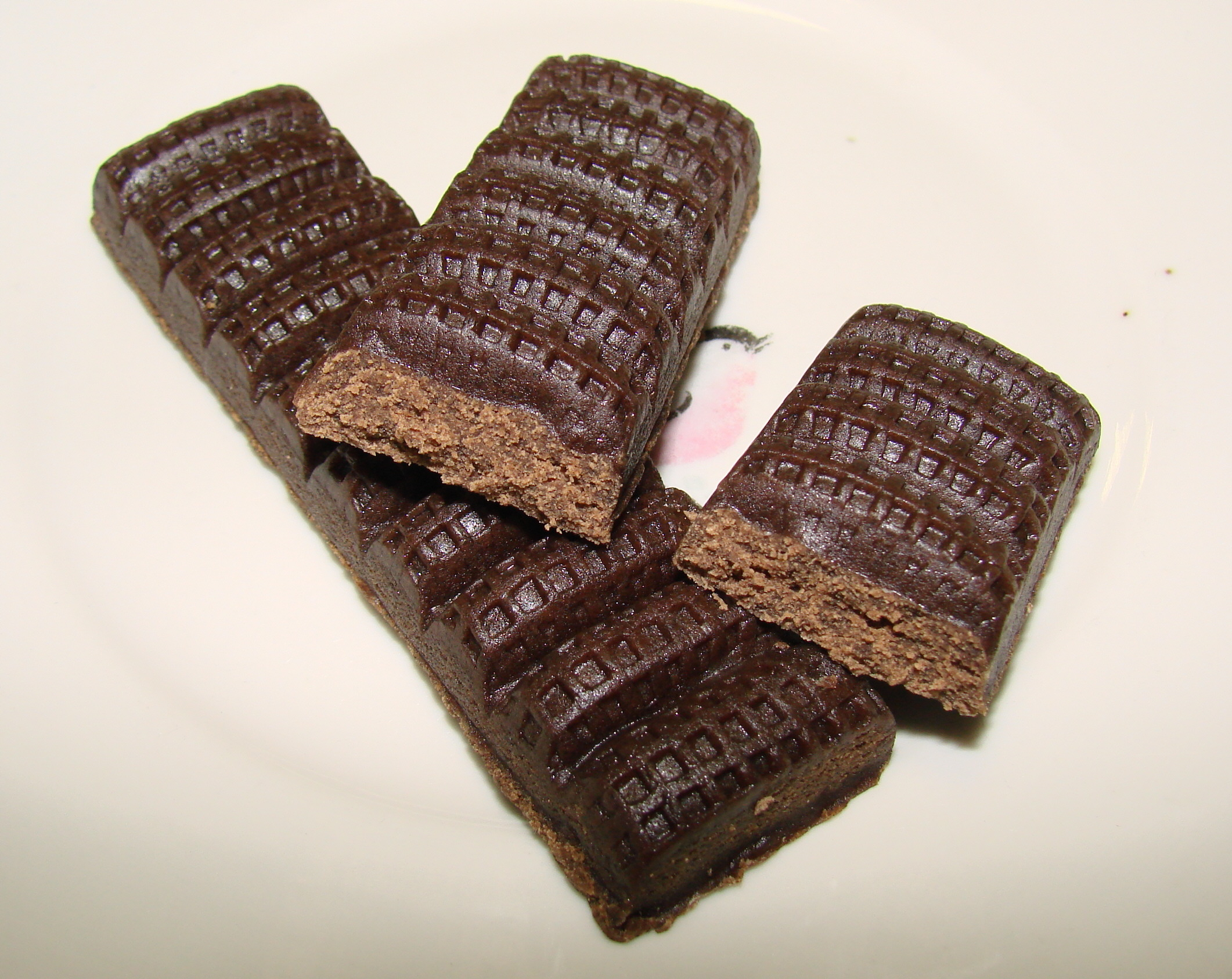
Näringskaka av hematogen.

Hematogen (ryska: гематоге́н, gematogen; latin: Haematogenum) är ett kosttillskott med albumin, i det här fallet en kos blod. Övriga ingredienser varierar men de utgörs oftast av socker, kondenserad mjölk och vanillin. 
Näringskaka av hematogen används vid behandling av låga blodnivåer av järn och vitamin B12 (exempelvis vid anemi eller under graviditet).